# Clemens Petersen
Christoffer Mathias Clemens (Clemmen) Petersen (født 2. oktober 1834 i Svinninge Mølle, Asminderup Sogn, Odsherred, død 21. maj 1918 i København) var en dansk kritiker.
Petersen blev student 1851, lagde sig først et par år efter teologien, forsøgte sig uden held som skuespiller ved Det Kongelige Teater og kastede sig derpå med alvor over æstetikken, i hvilket fag han 1857 tog magisterkonferens. Kort efter blev han lærer under Københavns offentlige skolevæsen; allerede tidligere var han bleven knyttet som litteratur- og teateranmelder til Fædrelandet, hvor han skrev en mængde artikler, til han i marts 1869 blev nødt til at forlade Danmark efter afsløringen af hans homoseksualitet. Lydhør overfor nye retninger bidrog han til, at Bjørnstjerne Bjørnson slog så hurtigt igennem. Bjørnson forblev hans ven livet ud, og skrev i 1865 til Petersen: "Tak, du er mit halve liv!" Til gengæld blev Petersen årsag til det mangeårige brud mellem Bjørnson og Ibsen.
Petersen fik som kritiker hurtig en betydelig indflydelse, således at hans artikler for en væsentlig del blev bestemmende for den offentlige mening; tydeligere end nogen sinde viste dette sig, da han først af alle slog til lyd for Bjørnson og voldte, at han så hurtig og så let trængte igennem i Danmark.
En del af Petersens arbejder, deriblandt en interessant analyse af Kong Lear, foreligger samlet i hans Dramaturgisk Kritik (1860). Han kritiserede Hegels behandling av Kong Lear som "et glimrende Exempel paa, hvad død, tom Abstraktion i Ordets allerodiøseste Betydning vil sige", hvorved stykkets indhold kvæles. Denne type læsning fratager personerne deres menneskelige træk og forvandler dem til døde billeder på abstrakte idéer. Petersen fortsætter med en indgående psykologisk studie af Lear, der som person kendetegnes af sin voldsomme fantasi, og nærmest kan kaldes en ren fantast: "Det er selve denne Sjælsevne, der er Gjenstand for en Skildring; Phantasien træder her op som det afgjørende Moment i hans Leven."
Senere udgav han blandt andet en åndfuld og livlig undersøgelse over Forholdet mellem det gamle og det ny ved Oehlenschlägers Fremtræden. Petersen, hvis etiske opfattelse påvirkedes af Rasmus Nielsen, må som æstetiker nærmest betegnes som discipel af Heiberg, til hvem ham stod i et nært personligt forhold; han manglede dog mesterens grundige kundskaber og evnede ikke altid at råde bod på denne brist ved sin geniale intuitionsevne og ved den lethed, hvormed han skaffede sig et overblik over de mest forskellige forhold; et afgjort fortrin for Heiberg havde han i større litterært frisind og rummelighed. I formen er han frisk, fængslende og — undertiden indtil manierisme og paradoksmageri — original.
I sit eksil bosatte Petersen sig i Nordamerika, hvor han udrettede et omfattende og betydningsfuldt arbejde, der dog ikke strakte til som udkomme for den ensomme og upraktiske mand, selv om han leverede et utal artikler om nordiske forhold til amerikanske blade og tidsskrifter, samt stort og betydeligt encyklopædisk værk. Som medarbejder ved Heimdal i Chicago og navnlig ved Nordlyset i New York, og tillige ved sin fængslende personlighed bidrog han meget til sammenholdet mellem dansk-amerikanerne og til deres kulturelle forbindelse med hjemlandet. I 1904 bosatte han sig atter i København, hvor slægt og ungdomsvenner skaffede ham em rolig og god alderdom.